# Hugo von Kleinmayr
Hugo von Kleinmayr (* 1. November 1882 in Marburg an der Drau; † 19. April 1973 in Graz) war ein österreichischer Germanist.

## Leben
Er studierte in Graz bei Anton Emanuel Schönbach, Bernhard Seuffert, Karl Luick, Heinrich Schenkl und bei Jakob Minor in Wien, wo er 1904 promoviert wurde. Er war dann Gymnasiallehrer in Znaim. 1925 habilitierte er sich an der Universität Graz für das Fach Germanistik und war zeitweise Dozent in Budapest. Von 1928 bis zu seiner Emeritierung 1954 lehrte er in Graz (Lehrbeauftragter, seit 1932 außerordentlicher und ab 1947 ordentlicher Professor).

## Schriften (Auswahl)
- Zur Theorie der Tragödie. Wien 1907, OCLC 781598889.
- Die deutsche Romantik und die Landschaftsmalerei. Straßburg 1912, OCLC 473487998.
- Zu A. W. Schlegels „Jon“. Zneim 1912, OCLC 252362911.
- Welt- und Kunstanschauung des „Jungen Deutschland“. Studien zur Geistesgeschichte des XIX. Jahrhunderts. Wien 1930, OCLC 603815499.